# Витман, Борис Владимирович
Бори́с Влади́мирович Ви́тман (19 июля 1920, Ярцево — 25 февраля 2012 года, Подольск) — советский разведчик, строитель, изобретатель, рационализатор и писатель.
Член общества «Мемориал», входил в состав его консультативного совета. Членский билет выдан за собственноручной подписью академика Сахарова. Член Ассоциации жертв политических репрессий Московской области. Автор книг «Шпион, которому изменила Родина» и «Синдром удава». Член Союза Журналистов Москвы с 1998 года. Автор множества статей, рассказов и нескольких брошюр.

## Биография
Отец — Витман Владимир Сергеевич, фамилия которому досталась от предка Бурхарта фон Витмана, которого царь Пётр Великий, при посещении Германии, пригласил в Россию для налаживания мукомольного производства (Бурхарт был инженером по образованию). В России Бурхарт остался на постоянное жительство, принял православную веру, женился на россиянке. Дед со стороны матери — Лобандиевский Иосиф Павлович, мать — Елизавета Иосифовна, — русские, но в прошлом была и польская кровь.
В 1922 году семья переехала из Ярцево в Москву. С 5 лет Борис занимался в детской немецкой группе, затем учился в школе (2 года — в немецкой), научился свободно говорить по-немецки. Активно занимался спортом и рисованием. Участвовал в школьном драматическом кружке и снялся в эпизодах в двух кинокартинах на Мосфильме ("Семья Оппенгейм", 1938, и "Александр Невский", 1938).

### Служба в Красной Армии
Служил в Красной Армии с 1939 по 1946 год.
На воинскую службу был призван с первого курса Московского архитектурного института. Участвовал в операциях по присоединению территорий Польши, Западной Украины, Западной Белоруссии, Бессарабии и Молдавии. Первый день нападения Германии на Советский Союз встретил вблизи Юго-Западной границы в качестве командира отделения зенитно-артиллерийского дивизиона. Отступал с боями, был первый раз ранен в августе 1941 года в районе станции Затишье. Эвакуирован с госпиталем в город Кировоград. Не долечившись, снова продолжил воевать командиром сапёрного взвода 671 гаубично-артиллерийского полка. В начале весны 1942 года отозван с передовой линии в связи с включением в секретную разведгруппу фронта. Вторично ранен и пленён в конце мая 1942 года, участвуя в Харьковском наступлении. Считался пропавшим без вести.
С лета 1942 по апрель 1945 года продолжал борьбу против нацистской Германии в составе немецкого, а затем и австрийского Движения Сопротивления. После нескольких побегов смог попасть на работу в центр немецкой военной промышленности — город Эссен. Участвовал в подготовке уничтожения заводов Круппа и сборе данных о новейшем секретном оружии. В результате бомбардировки союзников в июле 1943 года получил третье ранение и контузию.
С помощью немецких подпольщиков-антифашистов перебрался в Австрию. Чтобы заработать себе на жизнь, а также в качестве прикрытия, работал грузчиком и шофёром в частной транспортной конторе, лепщиком в керамической мастерской. Одновременно (с июня 1943 по май 1944 года) учился на архитектурном факультете венской Высшей технической школы под именем Вальдемара фон Витвера. Сотрудничал с одной из групп австрийского движения Сопротивления, руководимого майором Карлом Соколлом. На завершающем этапе войны участвовал в операции по освобождению Вены, проведённой штабом Соколла совместно с армией маршала Толбухина. Эта операция значительно приблизила победу над Германией.

### Репрессии и реабилитация
Сразу после окончания войны вместе со Соколлом подвергся преследованию со стороны начальника СМЕРШа генерала Абакумова, приписавшего себе и своему ведомству заслуги австрийского Сопротивления; обвинение было опротестовано Военным трибуналом благодаря передаче дела во фронтовую разведку. Тем не менее был принудительно отправлен из Австрии в Макеевку (Донбасс) для работы в «трудовом батальоне» в шахте.
В 1946 году демобилизован из Красной Армии. В 1946—1947 годах, находясь на спецпоселении (факт отправки на которое даже не был документально оформлен), работал инженером-архитектором в городе Половинка Молотовской области. После конфликта с местными властями нелегально вернулся в Москву. В результате был арестован, а затем репрессирован по ложному обвинению в измене Родине, побеге с места обязательного поселения и нелегальном проживании по подложным документам (статьи 58-Iб, 82, ч. 2 и 72, ч. 2 УК РСФСР). Постановление на арест было санкционировано лично министром ГБ СССР Абакумовым.
Провёл много лет в советских тюрьмах и лагерях. С 1947 по 1954 год находился в заключении в Норильском исправительно-трудовом лагере. Общался там с А. Баландиным, В. Париным, Н. Заботиным, а также П. Кузнецовым. Окончил курсы горных мастеров, получил удостоверение «Мастер горных работ». Работал в угольных шахтах.

### Работа
Окончил заочно ВЗИИТ и получил диплом инженера-строителя. С 1954 по 1988 год работал в строительных организациях. В качестве сотрудника ЦНИИЭП жилища Госстроя СССР, занимаясь научной деятельностью, одновременно выезжал в командировки по всей стране (посетил более 100 городов). Оказывал техническую помощь по строительству, внедрял свои изобретения и рацпредложения, был участником многих экспертных комиссий Госстроя. Член Всесоюзного общества изобретателей и рационализаторов с 1963 года. Награждён знаком «Изобретатель СССР».
С 1973 года и до момента ликвидации плавательного бассейна «Москва» состоял в нём внештатным инструктором спасательной службы. Имеет благодарности за спасение утопающих.
Активно работал во Всесоюзном обществе «Знание», читал лекции на военную, строительную тематику и о своём методе аналитической коррекции для различных аудиторий.
Реабилитирован в 1990 году по протесту военного прокурора. Дело 1947 года было признано сфальсифицированным, арест за «побег» с Урала (из гор. Половинки) — незаконным.
В 1996 году вновь посетил Вену (по приглашению бургомистра города) и встретился с Карлом Соколлом.
В 2001 году переехал из Москвы на постоянное место жительства в Подольск.
Подлинность мемуаров Витмана, находившихся в издательстве, но ещё не опубликованных, проверял журналист Геннадий Жаворонков. Газета «Московские новости» направила его в командировку в Австрию. В 1990 году вышло в свет две статьи Жаворонкова: в июле — «Шпион, которому изменила Родина» (она дала название первой книге), в сентябре — «Он был повешен…» (с интервью Карла Соколла), в соавторстве с Евой Таубер. В дальнейшем проверку проводил Центральный музей Великой Отечественной войны на Поклонной горе.
Член Международной академии информатизации.

## Книги
- Шпион, которому изменила Родина. — ISBN 5-87513-005-9
- Синдром удава. — ISBN 5-89180-025-X

## Цитаты
- Я, без малого, ровесник этой страны, и на склоне лет понял и могу сказать: тотальная уголовщина заложена в фундамент нашей государственной системы, вместе со всеобщим насилием и всеобщей нищетой. От нее нет спасения — она угнездилась в основании партийно-государственного устройства, всего репрессивного аппарата (в одном месте больше, в другом — меньше), в так называемых правоохранительных органах, во всей массе трудового и паразитического люда, наконец, в непомерном монстре военного организма. Уголовщина, блатнячество и беспредел пронизали всё — лексику, способ одеваться, а следовательно и моду, все песенное творчество и музыку, поэзию, конечно же, литературу, систему отношений в семье, на работе, на улице, в учреждении, на самых высоких ступенях государственной иерархической лестницы — саму систему мышления. Уголовщина просочилась повсюду и постепенно начала заполнять армию. ("Шпион, которому изменила Родина")